# Temelucha presidiana
Temelucha presidiana är en stekelart som beskrevs av Dasch 1979. Temelucha presidiana ingår i släktet Temelucha och familjen brokparasitsteklar. Inga underarter finns listade i Catalogue of Life.